# Дзерены
Дзере́ны (лат. Procapra) — род газелей семейства полорогих, объединяющий 3 вида.
Жизненное пространство всех 3-х видов — это сухие степи и полупустыни. При этом они поднимаются в горах на высоту до 5500 м. Зимой животные активны преимущественно днём, а в жаркие летние дни вечером. Они передвигаются стадами от 20 до 30 особей, однако, в период сезонных миграций могут объединяться в стада, насчитывающие несколько тысяч животных.
Когда-то монгольский дзерен был одним из самых распространённых животных Монголии, его поголовье составляло примерно 1,5 млн. особей. Популяции были уничтожены из-за чрезмерной охоты в западной Монголии. На востоке осталось примерно 300 000 газелей.
Популяция тибетского дзерена также сократилась с нескольких миллионов до 10 000 особей. Дзерен Пржевальского классифицируется МСОП как вид, находящийся под угрозой. В 2003 году подсчёт дал в итоге всего лишь 250 животных, которые держались вблизи озера Кукунор в центральном Китае.